# 劉廸簡
劉迪簡（1371年—？），字邁生，江西吉安府吉水縣人，儒籍，明朝政治人物。進士出身。

## 生平
儒士，江西鄉試第三十三名。建文二年（1400年）庚辰科會試第六十四名，殿試登進士三甲。

## 家族
曾祖劉方春、祖父劉明用，父亲劉子轍。